# Narodni parki na Poljskem
Na Poljskem je 23 narodnih parkov. Te je prej vodil poljski Odbor za nacionalne parke (poljsko Krajowy Zarząd Parków Narodowych), vendar je bila leta 2004 odgovornost zanje prenesena na ministrstvo za okolje. Večina narodnih parkov je razdeljena na strogo in delno zavarovana območja. Poleg tega so običajno obdani z zaščitnim pasom, imenovanim otulina.
Na Poljskem, kakor je bil spremenjen z Zakonom o ohranjanju narave iz leta 2004, narodni park »pokriva območje izjemne okoljske, znanstvene, družbene, kulturne in izobraževalne vrednosti s površino najmanj 1000 ha, ki ščiti celotno naravo in kakovost krajine. Narodni park je ustanovljen za ohranjanje biotske raznovrstnosti, virov, predmetov in elementov nežive narave in krajinskih vrednot, za ponovno vzpostavitev ustreznega stanja naravnih virov in sestavin ter za rekonstrukcijo popačenih naravnih habitatov, rastlin, habitatov živali in habitatov gliv.«
Območje narodnega parka je razdeljeno na različne cone z ločenimi metodami ohranjanja. Obstajajo stroga varstvena območja, pa tudi aktivna in povezana krajina.
Območja, ki mejijo na narodne parke, so bila označena kot varovalna območja. Varovalni pas lahko vključuje varovalna območja divjadi, v katerih lov ni dovoljen. Narodni parki so na voljo za obisk, vendar le na določenih območjih in po določenih poteh, cestah in stezah.
Narodni parki Poljske se financirajo iz centralnega proračuna. Upravljajo jih direktorji, kot svetovalni organ sveta parka. 30. aprila 2004 je parke nadziral Nacionalni odbor narodnih parkov. Od 1. maja 2004 je naloge prevzelo Ministrstvo za okolje - Oddelek za gozdarstvo, varstvo narave in krajine, od 19. januarja 2007 pa Samostojni oddelek za območja Natura 2000 in narodne parke. Po ustanovitvi GDOŚ in RDOŚ 15. oktobra 2008 nadzor nad parki izvaja Konservatorski oddelek Ministrstva za okolje.
Poljski narodni parki so izvajali številne raziskovalne programe in igrajo pomembno vlogo pri ekološki vzgoji družbe. Narodne parke je mogoče obiskati, saj zagotavljajo dobro razvito turistično infrastrukturo. Mnogi med njimi ponujajo posebej pripravljene poti, izobraževalne centre in naravoslovne muzeje.
|  | Image                                                                                           | Name                         | Izvirno ime                                   | Sedež                            | Lokacija                                    | Površina (km²) | Leto        | Simbol                                     | UNESCO status                          | Sosednji narodni parki                   |
|  | ----------------------------------------------------------------------------------------------- | ---------------------------- | --------------------------------------------- | -------------------------------- | ------------------------------------------- | -------------- | ----------- | ------------------------------------------ | -------------------------------------- | ---------------------------------------- |
|  | Babia Góra                                                                                      | Narodni park Babia Góra      | Babia Góra masiv                              | Zawoja                           | 49°35′0″N 19°32′0″E / 49.58333°N 19.53333°E | 33,92          | 1955 (1933) | Navadni jelenovec Laserpitium archangelica | Biosferni rezervat                     | Zavarovana krajina Horná Orava, Slovaška |
|  | Beloveška pušča                                                                                 | Narodni park Beloveška pušča | Białowieża (vas) in Beloveška pušča           | Białowieża                       | 52°40′N 23°50′E / 52.667°N 23.833°E         | 105,02         | 1947 (1932) | Wisent                                     | Svetovna dediščina, Biosferni rezervat | Narodni park Beloveška pušča, Belorusija |
|  | reka Biebrza                                                                                    | Narodni park Biebrza         | Biebrza (reka)                                | Osowiec-Twierdza blizu Goniądz   | 53°35′N 22°46′E / 53.583°N 22.767°E         | 592,23         | 1993        | Ruff                                       | Biosferni rezervat                     |                                          |
|  | Gora Krzemień v grebenu Bieszczady                                                              | Narodni park Bieszczady      | gorovje Bieszczady                            | Ustrzyki Górne                   | 49°06′N 22°40′E / 49.100°N 22.667°E         | 292,01         | 1973        | Ris                                        | Biosferni rezervat                     | Narodni park Poloniny, Slovaška          |
|  | Tuchola Forest                                                                                  | Narodni park gozd Tuchola    | Tuchola (mesto) in Tuchola (gozd)             | Charzykowy blizu Chojnice        | 53°36′N 18°00′E / 53.600°N 18.000°E         | 47.98          | 1996        | Divji petelin                              |                                        |                                          |
|  | Jezero Ostrowieckie                                                                             | Narodni park Drawno          | Drawno (mesto) in Drawa (reka)                | Drawno                           | 53°07′N 16°15′E / 53.117°N 16.250°E         | 114.41         | 1990        | Vidra                                      |                                        |                                          |
|  | Turbacz Mountain in the Gorce Range                                                             | Narodni park Gorce           | gorovje Gorce                                 | Poręba Wielka                    | 49°34′N 20°10′E / 49.567°N 20.167°E         | 70,29          | 1981        | Navadni močerad                            |                                        |                                          |
|  | Błędne Skały v pogorju Stołowe                                                                  | Narodni park Stołowe         | pogorje Stołowe                               | Kudowa-Zdrój                     | 50°28′N 16°20′E / 50.467°N 16.333°E         | 63,40          | 1993        | Szczeliniec Wielki                         |                                        |                                          |
|  | Los v gozdu Kampinos                                                                            | Narodni park Kampinos        | Kampinos (vas) in Kampinos (gozd)             | Izabelin blizu Varšave           | 52°19′N 20°28′E / 52.317°N 20.467°E         | 385,44         | 1959        | Los                                        | Biosferni rezervat                     |                                          |
|  | Gora Mały Szyszak v Visokih Tatrah                                                              | Narodni park Krkonoši        | Krkonoši                                      | Jelenia Góra                     | 50°46′N 15°37′E / 50.767°N 15.617°E         | 55,76          | 1959        | Campanula bohemica in Gentiana asclepiadea | Biosferni rezervat                     | Narodni park Krkonoši, Češka             |
|  | Center za obiskovalce in muzej                                                                  | Narodni park Magura          | Magura Wątkowska (pogorje)                    | Krempna                          | 49°31′N 21°31′E / 49.517°N 21.517°E         | 194,39         | 1995        | Mali klinkač                               |                                        |                                          |
|  | Samec rjavega lunja                                                                             | Narodni park Narew           | Narew (reka)                                  | Kurowo blizu Kobylin-Borzymy     | 53°04′N 22°53′E / 53.067°N 22.883°E         | 68,1           | 1996        | Rjavi lunj                                 |                                        |                                          |
|  | Apnenčaste formacije v narodnem parku Ojcowski                                                  | Narodni park Ojców           | Ojców (vas)                                   | Ojców                            | 50°13′N 19°50′E / 50.217°N 19.833°E         | 21,46          | 1956        | Netopirji                                  |                                        |                                          |
|  | Gora Trzy Korony s pogledom na reko Dunajec                                                     | Narodni park Pieniny         | gorovje Pieniny                               | Krościenko nad Dunajcem          | 49°25′N 20°22′E / 49.417°N 20.367°E         | 23,46          | 1954 (1932) | Trzy Korony in reka Dunajec                |                                        | Pieninský NP, Slovaška                   |
|  | Navadni žerjav                                                                                  | Narodni park Polesie         | Polesie (regija)                              | Urszulin                         | 51°27′N 23°09′E / 51.450°N 23.150°E         | 97,62          | 1990        | Navadni žerjav                             | Biosferni rezervat                     | Narodni park Shatskyy, Ukrajina          |
|  | Konji Konik v narodnem parku Roztoczański                                                       | Narodni park Roztocze        | Roztocze (pogorje)                            | Zwierzyniec                      | 50°36′N 23°01′E / 50.600°N 23.017°E         | 84,83          | 1974        | Konik                                      |                                        |                                          |
|  | Peščena sipina v narodnem parku Słowińsk                                                        | Narodni park Słowiński       | Pleme Slovinci                                | Smołdzino blizu Słupska          | 54°40′N 17°13′E / 54.667°N 17.217°E         | 186            | 1967        | Srebrni galeb                              | Biosferni rezervat                     |                                          |
|  | Bukowa Góra v pogorju Świętokrzyskie                                                            | Narodni park Świętokrzyski   | Święty Krzyż (gora) in Świętokrzyskie pogorje | Bodzentyn                        | 50°52′N 20°58′E / 50.867°N 20.967°E         | 76,26          | 1950        | Navadni jelen                              |                                        |                                          |
|  | Czarny Staw (Črno jezero) v visokih Tatrah                                                      | Narodni park Tatre           | Tatre (gorovje)                               | Zakopane                         | 49°15′N 19°56′E / 49.250°N 19.933°E         | 211,64         | 1954 (1947) | rupicapra rupicapra tatrica                | Biosferni rezervat                     | Narodni park Tatre, Slovaška             |
|  | Reka Postomia v NP Ujście Warty                                                                 | Narodni park Ujście Warty    | Sotočje rek Varta in Odra                     | Chyrzyno blizu Kostrzyn nad Odro | 52°35′N 14°42′E / 52.583°N 14.700°E         | 80,38          | 2001        | Njivska gos                                |                                        |                                          |
|  | Kamen v spomin na prof. Adama Wodziczka, ki je zagovarjal idejo o ustanovitvi Wielkopolskega NP | Narodni park Wielkopolska    | Velikopoljska regija                          | Jeziory blizu Mosina             | 52°17′N 16°51′E / 52.283°N 16.850°E         | 75,84          | 1957        | Lesna sova                                 |                                        |                                          |
|  | Jezero Wigry                                                                                    | Narodni park Wigry           | Jezero Wigry                                  | Krzywe                           | 54°02′N 23°06′E / 54.033°N 23.100°E         | 150,86         | 1989        | Evropski bober                             |                                        |                                          |
|  | Pečina in plaža v NP Woliński                                                                   | Narodni park Wolin           | Otok Wolin                                    | Misdroy                          | 53°55′N 14°30′E / 53.917°N 14.500°E         | 109,37         | 1960        | Belorepec                                  |                                        |                                          |

|  | Obala Baltskega morja |  | Nižinski pas |  | Sudeti (gorovje) |
|  | Jezerski pas          |  | Pas višavja  |  | Karpati          |

## Muzeji v narodnih parkih
- Muzej narave in gozdov Narodni park Białowieża, Palace Park, Białowieża
- Izobraževalni center Narodni park Babia Góra, Zawoja
- Prirodoslovni muzej Narodni park Bieszczady, Ustrzyki Dolne
- Prirodoslovni muzej Narodni park Kampinos, Kampinos
- Muzej znanosti v Narodni park Karkonosze, Jelenia Góra
- Muzej im. prof. Władysław Szafer|Władysława Szafera, Ojców
- Center za izobraževanje in muzej v Narodni park Polesie, Załucze Stare
- Center za izobraževanje in muzej v narodni park Roztocze, Zwierzyniec
- Muzej narave in gozdov v Słowiński National Park, Smołdzino
- Prirodoslovni muzej v Narodni park Świętokrzyski, Święty Krzyż
- Prirodoslovni muzej Narodni park Tatre, Poljska Zakopane
- Prirodoslovni muzej Wielkopolska National Park, Jeziory
- Muzej Wigler (Muzej v Narodni park Wigry), Stary Folwark
- Prirodoslovni muzej Narodni park Wolin, Misdroy
- Terenska postaja DNP "Bogdanka", Drawno
- Center za izobraževanje o okolju Karkonosze, Szklarska Poręba

### Pravni dokumenti
Odloki poljskega sveta ministrov o ustanovitvi posameznih nacionalnih parkov (vsi v poljščini, v formatu PDF).
- Rozporządzenie Rady Ministrów z dnia 30 października 1954 r. w sprawie utworzenia Babiogórskiego Parku Narodowego, Dz.U. 1955 nr 4 poz. 25
- Rozporządzenie Rady Ministrów z dnia 8 sierpnia 1997 r. w sprawie Babiogórskiego Parku Narodowego, Dz.U. 1997 nr 99 poz. 608
- Rozporządzenie Rady Ministrów z dnia 21 listopada 1947 r. o utworzeniu Białowieskiego Parku Narodowego, Dz.U. 1947 nr 74 poz. 469
- Rozporządzenie Rady Ministrów z dnia 16 lipca 1996 r. w sprawie Białowieskiego Parku Narodowego, Dz.U. 1996 nr 93 poz. 424
- Rozporządzenie Rady Ministrów z dnia 9 września 1993 r. w sprawie utworzenia Biebrzańskiego Parku Narodowego, Dz.U. 1993 nr 86 poz. 399
- Rozporządzenie Rady Ministrów z dnia 4 sierpnia 1973 r. w sprawie utworzenia Bieszczadzkiego Parku Narodowego, Dz.U. 1973 nr 31 poz. 179
- Rozporządzenie Rady Ministrów z dnia 14 maja 1996 r. w sprawie utworzenia Parku Narodowego "Bory Tucholskie", Dz.U. 1996 nr 64 poz. 305
- Rozporządzenie Rady Ministrów z dnia 10 kwietnia 1990 r. w sprawie utworzenia Drawieńskiego Parku Narodowego, Dz.U. 1990 nr 26 poz. 151
- Rozporządzenie Rady Ministrów z dnia 8 sierpnia 1980 r. w sprawie utworzenia Gorczańskiego Parku Narodowego, Dz.U. 1980 nr 18 poz. 66
- Rozporządzenie Rady Ministrów z dnia 16 września 1993 r. w sprawie utworzenia Parku Narodowego Gór Stołowych, Dz.U. 1993 nr 88 poz. 407
- Rozporządzenie Rady Ministrów z dnia 16 stycznia 1959 r. w sprawie utworzenia Kampinoskiego Parku Narodowego, Dz.U. 1959 nr 17 poz. 91
- Rozporządzenie Rady Ministrów z dnia 16 stycznia 1959 r. w sprawie utworzenia Karkonoskiego Parku Narodowego, Dz.U. 1959 nr 17 poz. 90
- Rozporządzenie Rady Ministrów z dnia 24 listopada 1994 r. w sprawie utworzenia Magurskiego Parku Narodowego, Dz.U. 1994 nr 126 poz. 618
- Rozporządzenie Rady Ministrów z dnia 1 lipca 1996 r. w sprawie utworzenia Narwiańskiego Parku Narodowego, Dz.U. 1996 nr 77 poz. 368
- Rozporządzenie Rady Ministrów z dnia 14 stycznia 1956 r. w sprawie utworzenia Ojcowskiego Parku Narodowego, Dz.U. 1956 nr 4 poz. 22
- Rozporządzenie Rady Ministrów z dnia 30 października 1954 r. w sprawie utworzenia Pienińskiego Parku Narodowego, Dz.U. 1955 nr 4 poz. 24
- Rozporządzenie Rady Ministrów z dnia 10 kwietnia 1990 r. w sprawie utworzenia Poleskiego Parku Narodowego, Dz.U. 1990 nr 27 poz. 155
- Rozporządzenie Rady Ministrów z dnia 10 maja 1974 r. w sprawie utworzenia Roztoczańskiego Parku Narodowego, Dz.U. 1974 nr 21 poz. 120
- Rozporządzenie Rady Ministrów z dnia 23 września 1966 r. w sprawie utworzenia Słowińskiego Parku Narodowego, Dz.U. 1966 nr 42 poz. 254
- Rozporządzenie Rady Ministrów z dnia 1 kwietnia 1950 r. w sprawie utworzenia Świętokrzyskiego Parku Narodowego, Dz.U. 1950 nr 14 poz. 133
- Rozporządzenie Rady Ministrów z dnia 30 października 1954 r. w sprawie utworzenia Tatrzańskiego Parku Narodowego, Dz.U. 1955 nr 4 poz. 23
- Rozporządzenie Rady Ministrów z dnia 19 czerwca 2001 r. w sprawie utworzenia Parku Narodowego "Ujście Warty", Dz.U. 2001 nr 67 poz. 681
- Rozporządzenie Rady Ministrów z dnia 16 kwietnia 1957 r. w sprawie utworzenia Wielkopolskiego Parku Narodowego, Dz.U. 1957 nr 24 poz. 114
- Rozporządzenie Rady Ministrów z dnia 27 czerwca 1988 r. w sprawie utworzenia Wigierskiego Parku Narodowego, Dz.U. 1988 nr 25 poz. 173
- Rozporządzenie Rady Ministrów z dnia 3 marca 1960 r. w sprawie utworzenia Wolińskiego Parku Narodowego, Dz.U. 1960 nr 14 poz. 79

### Uradne spletne strain posameznih parkov
- bgpn.pl, Babiogórski Park Narodowy
- bpn.com.pl, Białowieski Park Narodowy
- biebrza.org.pl, Biebrzański Park Narodowy
- bdpn.p, Bieszczadzki Park Narodowy
- park.borytucholskie.info, Park Narodowy Bory Tucholskie
- dpn.pl, Drawieński Park Narodowy
- gorczanskipark.pl, Gorczański Park Narodowy
- pngs.pulsar.net.pl, Park Narodowy Gór Stołowych
- kampinoski-pn.gov.pl, Kampinoski Park Narodowy
- kpnmab.pl, Karkonoski Park Narodowy
- magurskipn.pl, Magurski Park Narodowy
- npn.pl, Narwiański Park Narodowy
- opn.pan.krakow.pl, Ojcowski Park Narodowy
- pieninypn.pl, Pieniński Park Narodowy
- poleskipn.pl, Poleski Park Narodowy
- roztoczanskipn.pl, Roztoczański Park Narodowy
- slowinskipn.pl, Słowiński Park Narodowy
- swietokrzyskipn.org.pl, Świętokrzyski Park Narodowy
- tpn.pl, Tatrzański Park Narodowy
- pnujsciewarty.gov.pl, Park Narodowy Ujście Warty
- wielkopolskipn.pl, Wielkopolski Park Narodowy
- wigry.win.pl, Wigierski Park Narodowy
- wolinpn.pl, Woliński Park Narodowy